# 天母教
天母教（てんもきょう）是台灣日治時代的神道系新宗教之一。扶桑教之一派，1925年由中治稔郎創立。

## 教義
天母教的教義視天照大御神和海神媽祖（天上聖母）為同一神的不同表現，融合台灣民間宗教。教名「天母」指（天照・媽祖）女神。主張「母愛是人類最強之物」，母愛是神的「最大靈德」也代表仁愛，因此，神以女性之姿顯現。

## 天母地區的開發
教團的中心是位在台北士林街三角埔的天母神社（現中山北路七段191巷22號），御神體是湄州媽祖像。
布教的同時，也在本部所在地三角埔（之後的天母）採掘溫泉、經營旅館、巴士，並且計畫以教會為中心開發高級住宅地等開發事業。
天母教在終戰之後，教祖中治稔郎歸國後事實上消滅，資産全部被中國國民黨接收，並轉用為黨政高官的住宅等。之後，因為良好的居住環境成為美軍關係者、大使館等外國人的聚居地，最後發展成為天母教當初構想的高級住宅地。

## 略歷
- 大正14年（1925年），在台北市永樂町二丁目五十二番地（現迪化街一段附近）創設教團
- 大正15年（1926年），移轉至台北市元園町二五三番地（現成都路110號），建設教會、神殿、拜殿、付屬集會所和教主住宅。
- 昭和2年（1927年），為求台灣人和日本人的融合，設立台灣最初的結婚介紹所「御柱會」[1]。
- 昭和5年（1930年），教主中治稔郎為布教和募集資金開始全台灣行脚。
- 昭和6年（1931年），獲得台北州士林街三角埔湧出的溫泉權利。將本部設在當地，和重田榮治推進開發當地的共同事業。（開發的全用地約9萬坪）
- 昭和8年（1933年），着手引湯工事，引自紗帽山。
- 昭和10年（1935年），引湯工事終了。付屬公衆浴場、神苑、假神殿竣工，移轉。「天母溫泉」開始營業，往來溫泉和士林車站間的巴士開始運行。
- 昭和20年（1945年），終戰。教主引揚回日本，教團消滅。御神體媽祖像由天母東・西路交叉點付近的三玉宮保管。[2]

## 教祖
明治11年（1878年）1月13日，教祖中治生於兵庫縣。明治28年（1895年），成為兵庫縣朝來郡和田山（現朝來市）竹田尋常高等小学校尋常科准訓導。明治35年（1902年）左右渡台。明治39年（1906年），開始在台灣總督府民政部通信局勤務。大正10年（1921年），成為台南郵便局庶務課長。台北郵便局異動後，大正14年（1925年），依願退職。對扶桑教傾倒，和宗教思想家中西牛郎相識，為發展扶桑教的教義創設天母教。天母教的營運受到台灣電力前社長高木友枝、台北第一高額納稅的綿布商重田榮治等人的支援。

## 脚注
1. ↑  『台灣幸福百事：你想不到的第一次』 （页面存档备份，存于）陳柔縉、究竟、2011/03/29
2. 1 2  台北の歴史を歩く　天母の歴史を探る （页面存档备份，存于）片倉佳史、台湾情報誌『交流』2013.3 No.864
3. ↑  『大日本人物名鑑』〔巻４の２〕 （页面存档备份，存于） ルーブル社出版部 編 (ルーブル社出版部, 1922)

## 外部連結
- 天母開発当時の写真 （页面存档备份，存于）
- 天母商圏 （页面存档备份，存于）